# 児玉剛
児玉 剛（こだま つよし、1987年12月28日 - ）は、大阪府吹田市出身のプロサッカー選手。Jリーグ・名古屋グランパス所属。ポジションはゴールキーパー（GK）。

## 来歴

### プロ入り前
小学生時代に地元・吹田市にあるガンバ大阪の下部組織で本格的にサッカーを始め、以後吹田クラブ、京都パープルサンガユースでプレーする。京都ユース時代には2種登録でトップチームに登録されている。関西大学へ進学後も1年次には特別指定選手として京都に練習参加していた。大学では反応速度とキック力を武器に活躍。2007年から2009年の3年間、関西大学選抜に選ばれ、2009年のデンソーカップではキャプテンとして出場し優勝を果たした。

### 京都サンガF.C.
2010年、京都が流通経済大学・林彰洋との契約を望みオファーを出していたが、林が海外挑戦したために契約はならず、そのためユース時代京都に所属していた児玉に白羽の矢を立て契約に至った。プロ初年度となった同年は2010 FIFAワールドカップによる中断期間後の数試合はベンチ入りする機会があったものの、守田達弥の台頭により当初の正ゴールキーパーであった水谷雄一がベンチに控えるようになったためベンチ入りメンバーから外れるようになった。その後は水谷がレギュラーとなり守田もレンタル移籍でカターレ富山へと去ったが、クラブは徳島ヴォルティスから呉承訓を補強したため、児玉は引き続き控えに回り出場機会はなかった。

### 愛媛FC
2014年から愛媛FCへ完全移籍。湘南ベルマーレに去った秋元陽太の後釜として、監督の木山隆之に3年間正GKとして起用される。

### モンテディオ山形
2016年12月24日、木山が監督に就任したモンテディオ山形への完全移籍が発表された。加入当初からレギュラーとしてプレーしたが、2018年はシーズン後半戦より新加入の櫛引政敏にポジションを譲った。

### FC東京
2019年1月4日、FC東京へ完全移籍すると発表された。しかし、加入当初からU-23チームであるJ3での出場がメインで、J1では林彰洋の控えの立場だった。さらに2020シーズンになると波多野豪の台頭もあって、第3GKに転落した。しかし、正GK林の負傷や波多野の不調もあって、第32節のベガルタ仙台戦にてJ1デビューを果たす。好セーブを連発するも、結果は2-2の引き分けに終わり、自身のJ1デビューを白星で飾ることは出来なかった。
林の怪我が続いていることもあって2021シーズンは開幕戦から第2GKとしてベンチ入り。4日後のルヴァンカップ第1節徳島ヴォルティス戦では先発に抜擢され、無失点で勝利を飾った。その後は波多野とポジションを争いながら出場し、最終的には7試合に出場した。
2022年はヤクブ・スウォビィクが加入し、シーズン通して出場はルヴァン杯1試合の出場に留まった。
2024シーズンも引き続き第3GKにとどまり、リーグ戦の出場は波多野が退場し途中出場を果たした第13節・柏レイソル戦のみで、同シーズン限りでの契約満了が発表された。
2025年1月、現役引退を発表した。

### 名古屋グランパス
2025年2月、シュミット・ダニエルの負傷もあり、名古屋グランパスへ移籍。現役を続けることとなった。

## 所属クラブ
- 1997年 - 1999年 ガンバ大阪ジュニア
- 2000年 - 2002年 吹田クラブ
- 2003年 - 2005年 京都パープルサンガユース（奈良大学附属高等学校）
- 2006年 - 2009年 関西大学
  - 2006年 京都パープルサンガ（特別指定選手）
- 2010年 - 2013年 京都サンガF.C.
- 2014年 - 2016年 愛媛FC
- 2017年 - 2018年 モンテディオ山形
- 2019年 - 2024年 FC東京
- 2025年 - 名古屋グランパス

## 個人成績
| 国内大会個人成績 | 国内大会個人成績 | 国内大会個人成績 | 国内大会個人成績 | 国内大会個人成績 | 国内大会個人成績 | 国内大会個人成績 | 国内大会個人成績 | 国内大会個人成績 | 国内大会個人成績 | 国内大会個人成績 | 国内大会個人成績 |
| 年度             | クラブ           | 背番号           | リーグ           | リーグ戦         | リーグ戦         | リーグ杯         | リーグ杯         | オープン杯       | オープン杯       | 期間通算         | 期間通算         |
| 年度             | クラブ           | 背番号           | リーグ           | 出場             | 得点             | 出場             | 得点             | 出場             | 得点             | 出場             | 得点             |
| 日本             | 日本             | 日本             | 日本             | リーグ戦         | リーグ戦         | リーグ杯         | リーグ杯         | 天皇杯           | 天皇杯           | 期間通算         | 期間通算         |
| ---------------- | ---------------- | ---------------- | ---------------- | ---------------- | ---------------- | ---------------- | ---------------- | ---------------- | ---------------- | ---------------- | ---------------- |
| 2009             | 関西大           | 1                | -                | -                | -                | -                | -                | 2                | 0                | 2                | 0                |
| 2010             | 京都             | 30               | J1               | 0                | 0                | 0                | 0                | 0                | 0                | 0                | 0                |
| 2011             | 京都             | 30               | J2               | 0                | 0                | -                | -                | 0                | 0                | 0                | 0                |
| 2012             | 京都             | 30               | J2               | 0                | 0                | -                | -                | 0                | 0                | 0                | 0                |
| 2013             | 京都             | 1                | J2               | 0                | 0                | -                | -                | 1                | 0                | 1                | 0                |
| 2014             | 愛媛             | 1                | J2               | 39               | 0                | -                | -                | 1                | 0                | 40               | 0                |
| 2015             | 愛媛             | 1                | J2               | 42               | 0                | -                | -                | 1                | 0                | 43               | 0                |
| 2016             | 愛媛             | 1                | J2               | 42               | 0                | -                | -                | 2                | 0                | 44               | 0                |
| 2017             | 山形             | 1                | J2               | 38               | 0                | -                | -                | 1                | 0                | 39               | 0                |
| 2018             | 山形             | 1                | J2               | 18               | 0                | -                | -                | 5                | 0                | 23               | 0                |
| 2019             | FC東京           | 1                | J1               | 0                | 0                | 0                | 0                | 1                | 0                | 1                | 0                |
| 2020             | FC東京           | 1                | J1               | 1                | 0                | 0                | 0                | -                | -                | 1                | 0                |
| 2021             | FC東京           | 1                | J1               | 7                | 0                | 3                | 0                | 1                | 0                | 11               | 0                |
| 2022             | FC東京           | 1                | J1               | 0                | 0                | 1                | 0                | 0                | 0                | 1                | 0                |
| 2023             | FC東京           | 1                | J1               | 0                | 0                | 0                | 0                | 1                | 0                | 1                | 0                |
| 2024             | FC東京           | 1                | J1               | 1                | 0                | 1                | 0                | 1                | 0                | 3                | 0                |
| 2025             | 名古屋           | 31               | J1               |                  |                  |                  |                  |                  |                  |                  |                  |
| 通算             | 日本             | 日本             | J1               | 9                | 0                | 5                | 0                | 4                | 0                | 18               | 0                |
| 通算             | 日本             | 日本             | J2               | 179              | 0                | -                | -                | 11               | 0                | 190              | 0                |
| 通算             | 日本             | 日本             | 他               | -                | -                | -                | -                | 2                | 0                | 2                | 0                |
| 総通算           | 総通算           | 総通算           | 総通算           | 188              | 0                | 5                | 0                | 17               | 0                | 210              | 0                |

- 2種登録選手、特別指定選手としての試合出場はなし

その他の公式戦
| 2019   | F東23  | 1      | J3     | 6 | 0 | 6 | 0 |
| 通算   | 日本   | 日本   | J3     | 6 | 0 | 6 | 0 |
| 総通算 | 総通算 | 総通算 | 総通算 | 6 | 0 | 6 | 0 |

- 2015年
  - J1昇格プレーオフ 1試合0得点

| 国際大会個人成績 | 国際大会個人成績 | 国際大会個人成績 | 国際大会個人成績 | 国際大会個人成績 |
| 年度             | クラブ           | 背番号           | 出場             | 得点             |
| AFC              | AFC              | AFC              | ACL              | ACL              |
| ---------------- | ---------------- | ---------------- | ---------------- | ---------------- |
| 2020             | FC東京           | 1                | 0                | 0                |
| 通算             | AFC              | AFC              | 0                | 0                |

- 公式戦初出場 - 2013年9月8日 天皇杯2回戦 vs佐川印刷SC（京都市西京極総合運動公園陸上競技場兼球技場）
- Jリーグ初出場 - 2014年3月2日 J2第1節 vs横浜FC（ニッパツ三ツ沢球技場）

## タイトル

### クラブ
関西大学
- 関西学生サッカーリーグ1部：1回（2006年）
- 大阪サッカー選手権大会：1回（2009年）

FC東京
- Jリーグカップ：1回（2020年）